# Brandon DiCamillo
Brandon Ralph Dicamillo, pseud. Dico (ur. 15 listopada 1976 w West Chester) – amerykański aktor, kaskader i scenarzysta. Jest założycielem CKY Crew. Sławę przyniosły mu występy w serii filmów CKY oraz w programach: Jackass, Viva la Bam i Bam’s Unholy Union emitowanych przez stację MTV. Przypisuje mu się pomysł kaskaderskiego numeru zwanego "Shopping Carts" i wielu innych wyczynów z Jackassa i filmów CKY. Wspólnie z Bamem Margerą napisał scenariusz i wyreżyserował film Haggard. Znany jest również ze swoich żartów telefonicznych i hip-hopowego freestyle’u.
DiCamillo jest wokalistą zespołu Gnarkill oraz członkiem "The DiCamillo Sisters". Ma siostrę Amy DiCamillo.

## Filmografia
- 1998: Toy Machine: Jump Off a Building jako on sam
- 1999: Landspeed: CKY jako on sam
- 1999: Jackass jako on sam
- 2000: Hook-Ups: Destroying America jako on sam
- 2000: CKY2K jako on sam
- 2001: CKY Documentary jako on sam
- 2001: CKY 3 jako on sam
- 2001: Destroying America
- 2002: CKY 4 Latest & Greatest jako on sam
- 2002: Jackass: Świry w akcji jako on sam
- 2003: Haggard: The Movie – Falcone, żołnierz, spiker, taksówkarz, wokalista grupy Gnarkill
- 2003: CKY: Infiltrate, Destroy, Rebuild – The Video Album jako Doktor, on sam
- 2003–2005: Viva la Bam jako on sam
- 2006: Jackass: Number Two jako on sam
- 2006: Blastazoid jako on sam
- 2007: Bam’s Unholy Union jako on sam
- 2007: Jackass 2.5 jako on sam
- 2008: Minghags jako Ponce
- 2008: Hotdog Casserole jako Glen Butler
- 2008: The Wrestler
- 2010: The Vampires of Zanzibar – Lord Weasel Titties the Chicken
- 2011: Dream Seller jako Przyjaciel

## Dyskografia
- CKY Vol. 2
- Gnarkill
- GnarKill vs. Unkle Matt and the ShitBirdz